# Agüera (Burgos)
Agüera es una pedanía perteneciente al municipio de Merindad de Montija situado en la comarca de Las Merindades, provincia de Burgos, comunidad autónoma de Castilla y León, en España.

## Geografía
Contaba con 50 habitantes según el censo de 2024.
Dista 4,6 km de la capital de la Merindad; 99,5 km de Burgos; 66,5 km de Bilbao; y 57 km de Laredo.
Su altitud es de 790 m.

## Descripción segúnSebastián Miñanoen 1826
Lugar de Realengo, de España, provincia y arzobispado de Burgos, merindad de Montija, corregimiento de Villarcayo. Regidor Pedáneo, 27 vecinos, 126 habitantes y 1 parroquia.
- Situada en una llanura rodeada por todas partes de montes, en el Camino Real que conduce a Laredo.
- Por el NW tiene una elevada torre al principio del monte Cerneja, en que se crían muchos jabalíes, lobos y corzos.
- Corre por su W el río de Los Tornos o la Canal, que es el que pasa por las inmediaciones de Bercedo y Quintanilla Sopeña.
- Agricultura: produce granos y legumbres secas.
- Industria: una ferrería que solo trabaja en tiempo de invierno, en cuya estación se fabrican 1000 quintales de fierro con 2 molinos harineros.
- Dista 27 leguas de Burgos.
- Contribuye con la Merindad.

## Patrimonio artístico y natural
- Iglesia parroquial.
- Restos de ferrería y molinos de harina.
- Puente romano.

## Historia
Agüera conserva en bastante buen estado un tramo de calzada romana que supuso una de las vías de comunicación por la que los romanos alcanzaron el N peninsular. Aún hoy se mantiene en pie un puente romano de ojos de medio punto.
La Ruta de Carlos V en Castilla y León comienza precisamente en Agüera, donde Carlos V llegó el 8 de octubre de 1556 tras partir desde Laredo donde había desembarcado.
Agüera perteneció al Corregimiento de las Merindades de Castilla la Vieja, uno de los 14 partidos que formaban la Intendencia de Burgos desde 1785, tal y como se recoge en el censo de Floridablanca de 1787. A partir de 1833 Agüera pasa a formar parte del ayuntamiento constitucional de Merindad de Montija, en el partido de Villarcayo perteneciente a la región de Castilla la Vieja.

## Parroquia
Iglesia católica de San Martín y San Caprasio, dependiente de la parroquia de Espinosa de los Monteros en el arciprestazgo de Merindades, archidiócesis de Burgos.